# Liste der Mitglieder der beratenden Versammlung (Sachsen)
Diese Liste gibt einen Überblick über die Mitglieder der Beratenden Versammlung des Landes Sachsen in der Sowjetischen Besatzungszone im Jahr 1946.

## Zusammensetzung
Die Verteilung der Mandate wurde durch die SMAD am 13. Juni 1946 wie folgt festgelegt:
| Partei                 | Sitze      |
| ---------------------- | ---------- |
| SED                    | 10 Mandate |
| LDPD                   | 10 Mandate |
| CDU                    | 10 Mandate |
| FDGB                   | 10 Mandate |
| Frauenausschüsse       | 5 Mandate  |
| FDJ                    | 5 Mandate  |
| VdgB                   | 5 Mandate  |
| IHK                    | 3 Mandate  |
| Handelskammern         | 3 Mandate  |
| Einzelpersönlichkeiten | 9 Mandate  |

## Vorstand
Auf der konstituierenden Sitzung am 25. Juni 1946 wurde folgender Vorstand gewählt:
- Otto Buchwitz (SED)
- Hermann Kastner (LDP)
- Hugo Hickmann (CDU)
- Paul Gruner (FDGB)

## Mitglieder (unvollständig)
| Name                | Fraktion              | Anmerkungen |
| ------------------- | --------------------- | ----------- |
| Helene Ansahl       | Landesfrauenausschuss |             |
| Heinrich Bertsch    | SED                   |             |
| Robert Bialek       | FDJ                   |             |
| Otto Buchwitz       | SED                   |             |
| Johannes Dieckmann  | LDP                   |             |
| Otto Freitag        | CDU                   |             |
| Paul Gruner         | FDGB                  |             |
| Enno Heidebroek     | LDP                   |             |
| Hugo Hickmann       | CDU                   |             |
| Hermann Kastner     | LDP                   |             |
| Wilhelm Koenen      | SED                   |             |
| Frida Krummreich    | SED                   |             |
| Klara Noack         |                       |             |
| ... Ponto           |                       |             |
| Carl Günther Ruland | CDU                   |             |
| ... Schäfer         | VdgB                  |             |
| Ernst Scheiding     | LDP                   |             |
| ... Stegemann       | CDU                   |             |
| Gertrud Thürmer     | Landesfrauenausschuss |             |
| Erich Zeigner       | SED                   |             |